# Carvaka flava
Carvaka flava är en insektsart som beskrevs av Fletcher och Semeraro 2007. Carvaka flava ingår i släktet Carvaka och familjen dvärgstritar. Inga underarter finns listade i Catalogue of Life.